# Vonda McIntyre
Pour les articles homonymes, voir McIntyre.
Œuvres principales
- Le Serpent du rêve
- La Lune et le Roi-Soleil

Vonda Neel McIntyre, née le 28 août 1948 à Louisville dans le Kentucky et morte le 1er avril 2019 à Seattle dans l'État de Washington, est une écrivaine américaine de science-fiction. 
Elle a écrit un certain nombre de romans de la série des Star Trek et Star Wars, ainsi que la novélisation du film La Fiancée de Frankenstein, sous le titre La Promise.
Elle a reçu le prix Nebula de la meilleure nouvelle longue en 1974 pour sa nouvelle De brume, d'herbe et de sable, le prix Hugo du meilleur roman, en 1979, et le prix Nebula du meilleur roman, en 1978, pour son roman Le Serpent du rêve, ainsi que le prix Nebula du meilleur roman, en 1997, pour son roman La Lune et le Roi-Soleil.

## Biographie
Vonda N. McIntyre est née à Louisville dans le Kentucky. Elle est la fille de H. Neel et de Vonda B. Keith McIntyre. Vonda a passé son enfance sur la côte Est des États-Unis et à La Haye aux Pays-Bas, avant que sa famille ne s'installe à Seattle au début des années 1960. Elle a obtenu un Bachelor of Science avec spécialisation en biologie de l'Université de Washington en 1970. La même année, Vonda a participé au Clarion Writers Workshop. Vonda a ensuite effectué des études supérieures en génétique à l'Université de Washington. 
En 1971, Vonda McIntyre a fondé le Clarion West Writers Workshop à Seattle (Washington) avec le soutien de Robin Scott Wilson, fondateur du Clarion. Elle a contribué à l'atelier jusqu'en 1973. 
Vonda McIntyre a remporté le prix Nebula en 1973 pour sa nouvelle De brume, d'herbe et de sable. Elle devint plus tard une partie du roman Le Serpent du Rêve (1978), qui fut rejeté par le premier éditeur qui le vit, mais remporta les prix Hugo (1979) et Nebula (1978). Vonda McIntyre est la troisième femme à recevoir le prix Hugo. 
Le premier roman de Vonda McIntyre, The Exile Waiting, a été publié en 1975. En 1976, McIntyre a co-édité Aurora: Beyond Equality, une anthologie de science-fiction féministe et humaniste, avec Susan Janice Anderson. 
Vonda a également écrit plusieurs romans Star Trek et Star Wars, notamment Enterprise: The First Adventure et The Entropy Effect. Elle a écrit les nouvelles versions des films Star Trek 2 : La Colère de Khan, Star Trek 3 : À la recherche de Spock et Star Trek 4 : Retour sur Terre. McIntyre a inventé le prénom du personnage de Star Trek Hikaru Sulu, qui est devenu chanoine après que Peter David, auteur de l'adaptation de bande dessinée, a visité le plateau de Star Trek 6 : Terre inconnue et a convaincu le réalisateur Nicholas Meyer d'insérer le nom dans le script du film.  
Alors que Vonda participait à un panel de convention de science-fiction sur la SF à la télévision, elle fut exaspérée par l'extrême négativité d'un autre membre du jury à l'égard d'émissions de télévision existantes consacrées à la SF. Elle demanda aux membres du panel et à l'auditoire s'ils avaient réussi à voir Starfarers, ce qui, selon elle, était une minisérie étonnante de SF qui n'avait presque pas de téléspectateurs en raison d'une mauvaise planification de la part du réseau. Aucune émission de ce genre n'existait, mais après avoir réfléchi au complot qu'elle a décrit, McIntyre a pensé que ce serait un bon roman et a ensuite écrit Starfarers ainsi que ses trois suites, l'appelant plus tard "la meilleure série télévisée de SF à laquelle j'ai collaboré". Un fan entreprenant est allé jusqu'à faire une publicité télévisée annonçant la fausse série. 
Son roman, La Lune et le Roi-Soleil, placé à la cour de Louis XIV, roi de France, a été rejeté au début. En 1997, Pocket Books a repris le roman et en 2013, Pandemonium Pictures a commencé à produire The King's Daughter, mettant en vedette Pierce Brosnan dans le rôle du roi Soleil. 
Vonda McIntyre aime créer des créatures marines au crochet.
Vonda McIntyre est décédée le 1er avril 2019 à son domicile, à Seattle dans l'État de Washington, d'un cancer du pancréas métastasé.

## Ouvrages parus en français

### UniversStar Trek

#### Série originale
- L'Effet entropie, Aréna, 1990 ((en) The Entropy Effect, 1981)Réédition, Fleuve noir, 1997
- Entreprise, la première mission, Aréna, 1990 ((en) Enterprise: the First Adventure, 1986)Réédition, Fleuve noir, coll. « Star Trek » no 18, 1994

#### Novélisations de films
- La Colère de Khan, J'ai lu, coll. « Science-fiction » no 1396, 1982 ((en) The Wrath of Khan, 1982)
- À la recherche de Spock, Aréna, 1990 ((en) The Search for Spock, 1984)

### UniversStar Wars
- L'Étoile de cristal, Presses de la Cité, 1996 ((en) The Crystal Star, 1994)Réédition, Pocket, coll. « Science-fiction » no 5673, 1998 ; réédition Omnibus, 1999 ; réédition, Fleuve noir, coll. « Star Wars » no 26, 2000

### Romans indépendants
- Loué soit l'exil, Jean-Claude Lattès, coll. « Titres/SF » no 20, 1980 ((en) The Exile Waiting, 1975)
- Le Serpent du rêve, Robert Laffont, coll. « Ailleurs et Demain », 1979 ((en) Dreamsnake, 1978)Prix Nebula du meilleur roman 1978 - Réédition, J'ai lu, coll. « Science-fiction » no 1666, 1984 ; réédition, Le Livre de poche, coll. « SF » no 7170, 1994
- Superluminal, OPTA, coll. « Club du livre d'anticipation » no 123, 1986 ((en) Superluminal, 1983) - Réédition, Mnémos, coll. « Stellaire », 2022
- La Promise, J'ai lu, coll. « Science-fiction » no 1892, 1985 ((en) The Bride, 1985)
- La Lune et le Roi-Soleil, J'ai lu, coll. « Millénaires » no 6012, 1999 ((en) The Moon and the Sun, 1997)Prix Nebula du meilleur roman 1997